# 온두라스

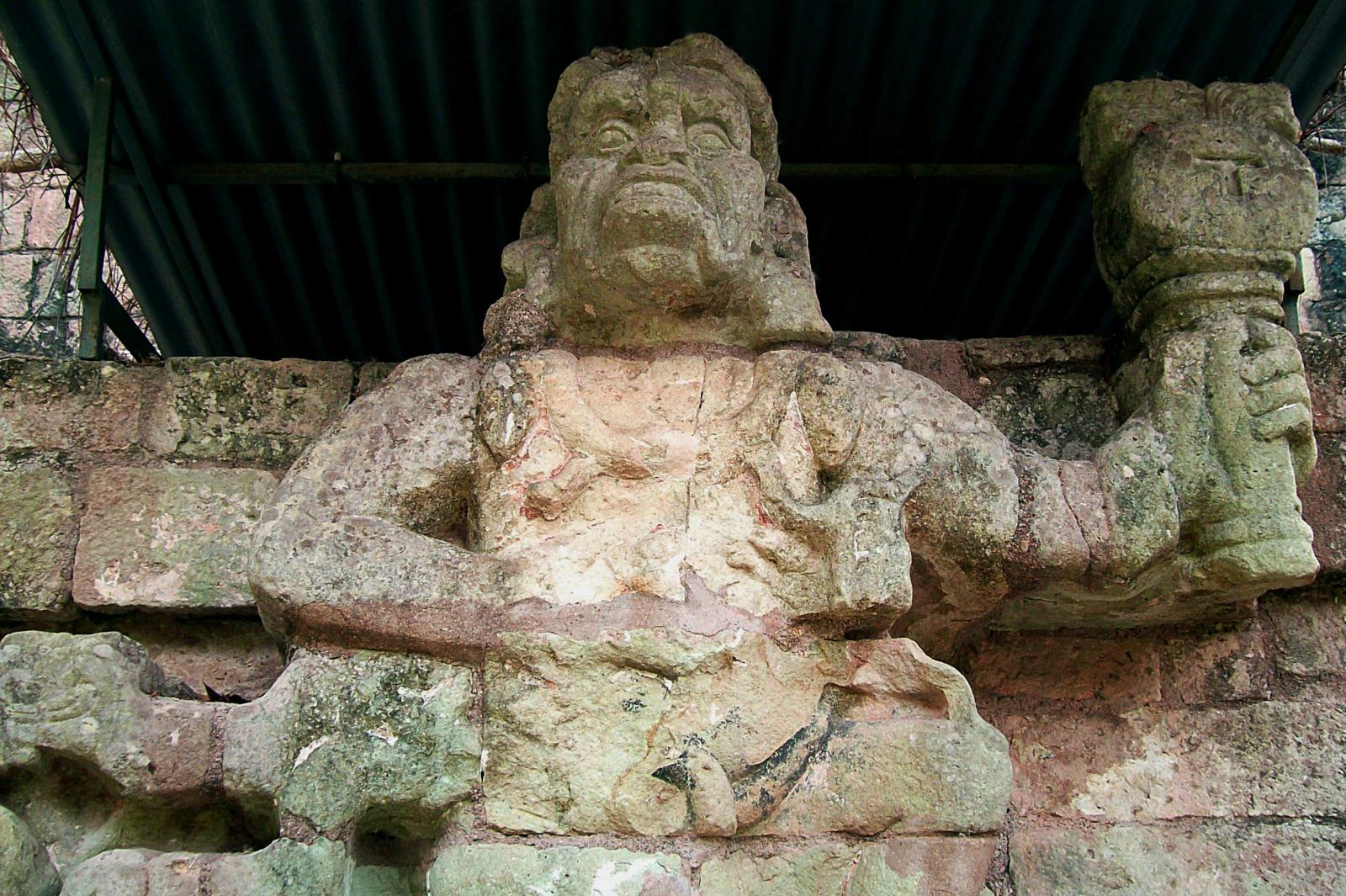

온두라스(스페인어: República de Honduras 레푸블리카 데 온두라스[*])는 중앙아메리카에 있는 공화국이며, 수도는 테구시갈파다. 주민 구성은 메스티소가 다수를 차지하며, 공용어는 스페인어를 다수 사용한다.

## 개요
이전에 과거 영국령 온두라스(현재의 벨리즈)와 구별하기 위해 스페인령 온두라스로도 불렸었다. 온두라스는 서쪽에 과테말라, 남서쪽에 엘살바도르, 남동쪽에 니카라과, 남쪽에 태평양의 폰세카 만, 북쪽에 온두라스 만, 카리브해의 큰 후미에 인접한다. 온두라스는 몇몇 중요한 문화의 근원지인데, 특히 주목할 만한 것으로는 마야가 있다. 16세기에 많은 나라들이 스페인에 의해 정복당했고 그들의 언어와 관습이 도입되었다. 1821년에 독립한 이후부터 공화국이 되었다. 112,492 km2의 면적과 약 8백만명의 인구를 가지고 있다. 수도는 테구시갈파이다. 광물과 열대 과일 등의 생산이 특히 중요한 산업이다.
이 나라는 축구 전쟁을 벌인 나라이며, 이 전쟁은 온두라스 국민들에게 지금도 역사의 일부로 학교에서 가르치고 있다.
북서부 코르테스주의 산페드로술라는 악명높은 치안으로 알려져 있다.

## 역사
온두라스는 1821년 멕시코에 가입된 상태에서 독립하였고, 1839년경에 완전히 독립하였다. 1969년 엘살바도르와의 마찰을 겪던 도중 1970년 FIFA 월드컵 지역예선에서 엘살바도르와 맞붙어 이것이 도화선이 되어 축구 전쟁을 치르게 되었는데 이 때 온두라스의 상당수의 영토가 완전히 초토화되었다.
2006년 1월 27일 취임한 대통령 마누엘 셀라야는 2009년 6월 28일 그 직을 잃었다. 그날 새벽 수도 테구시갈파 중심가 대통령궁을 장악한 군부는 국민이 뽑은 국가원수에게 총부리를 겨눴다. 해외로 추방됐던 그는 2009년 9월 21일 다시 온두라스로 귀국했다.

## 지리
온두라스의 영토는 80% 정도가 산으로 이루어져있다. 하지만 해안을 따라 좁은 평원이 있고 미개척지 정글이 북동지역에 있다. 태평양쪽은 급사면, 카리브해쪽은 완사면이며, 화산은 없다. 저지는 아열대우림이나 고지는 시원하다. 수도 테구시갈파는 해발 1,000m의 고지에 있으며, 인구 집중지역도 중앙고지와 태평양쪽 사면이다. 북서쪽에는 인구가 많이 있는 산페드로술라 계곡(San Pedro Sula valley)이 있다.
자연 자원으로는 목재, 금, 은, 청동, 납, 아연, 철 등이 나고 생선, 새우 등도 많이 난다.

### 기후
건기와 우기가 뚜렷한 아열대기후이다.

## 정치
- 대통령중심제 공화국을 채택하고 있으며, 모든 권한과 실권은 대선으로 이루어져 권력이 집중되어 있다.
- 온두라스 대통령의 임기는 4년 중임제이며 1번 중임은 가능하고 최대 임기는 8년까지 이루어져 있다.
- 현재 대통령은 2014년 1월 27일에 대통령으로 취임하여 2018년 1월 27일에 재취임을 하는 후안 오를란도 에르난데스이고 2022년 1월 27일에 퇴임 예정에 하며 대선에 참여할 수 없다.

## 산업
이 나라도 가난한 저개발국으로, 커피·바나나가 수출의 약 절반을 차지하고, 목재·면화가 이에 버금가는 산출품이다. 최근 제조업·건설업 등에 주력하고 있다. 수도 테구시갈파는 은이 산출되어 발달한 도시인데 이 나라 정치, 경제의 중심지이다.

## 민족과 언어
주민은 메스티소(90%)가 대부분이고, 인디오, 흑인, 스페인계 백인이 인구의 나머지를 차지한다.
공용어는 스페인어이지만 극히 소수지역에서 인디언 언어를 사용하며, 북부 해안 그리고 카리브해 섬지역에서는 영어가 사용되기도 한다.
종교는 가톨릭 45%, 개신교 40%이다.
온두라스 사람들이 가장 즐겨하는 스포츠는 축구와 농구, 배구이다. 농구와 배구는 좀 드문 편이다.

## 외교
1962년 대한민국과 수교하였으며 이듬해에 현지 한국공관이 설치되었지만 후에 철수하여 주(駐)과테말라 한국공관이 겸직하고 있다. 1988년 하계 올림픽에 참가하여 선수단을 서울로 보낸 적이 있다. 한국에서 온두라스를 직접 잇는 항공편이 없기 때문에 온두라스를 여행하려는 한국인들은 제3국을 경유해야 한다. 조선민주주의인민공화국과는 수교하지 않았다. 현재 데구시갈파에 한국대사관이 개설되어 있으며, 3번째 대사가 부임한 상태다.